# Давыдовка (Волгоградская область)
Давыдовка — село в Дубовском районе Волгоградской области, административный центр и единственный населённый пункт Давыдовского сельского поселения.
Население — 609 (2021)

## История
Основано в 1830-х годах. Заселено государственными крестьянами. Относилось к Ивановской волости Царицынского уезда Саратовской губернии. При заселении крестьянам было отведено 8601 десятина земли. В 1876 году освящена церковь Архистратига Михаила. В 1890 году открыта земская школа. В 1895 году в селе имелись 1 церковь, 1 школа. 13 мельниц, 1 кабак, 3 лавки, 1 кузница. Надельной земли — 6254 десятины пашни, 112 десятин лесу, неудобной — 2736 десятин.
В 1919 году село в составе Царицынского уезда включено в состав Царицынской губернии.
С 1928 года в составе Дубовского района Нижне-Волжского края (с 1934 года Сталинградского края, с 1936 года — Сталинградской области, с 1962 года — Волгоградской области).

## География
Село расположено в степи в пределах Приволжской возвышенности, относящейся к Восточно-Европейской равнине, в верховье балки Бердейка (водосборный бассейн реки Бердия), на высоте около 140 метров над уровнем моря. В окрестностях и в границах села имеются балки и овраги. В 2-3 км к востоку от села — государственная лесополоса. Почвы — каштановые. Почвообразующие породы — глины и суглинки.
По автомобильным дорогам расстояние до областного центра города Волгограда составляет 87 км, до районного центра города Дубовка — 37 км. До села Малая Ивановка — 13 км к северо-западу, до села Прямая Балка — 13 км к юго-востоку.
Климат
Климат умеренный континентальный с жарким летом и малоснежной, иногда с большими холодами, зимой. Согласно классификации климатов Кёппена климат характеризуется как влажный континентальный (индекс Dfa). Температура воздуха имеет резко выраженный годовой ход. Среднегодовая температура положительная и составляет +7,4 °С, средняя температура января −8,7 °С, июля +23,4 °С. Расчётная многолетняя норма осадков — 401 мм, наибольшее количество осадков выпадает в июне (45 мм), наименьшее в марте (22 мм).
Часовой пояс
Давыдовка, как и вся Волгоградская область, находится в часовой зоне МСК (московское время). Смещение применяемого времени относительно UTC составляет +3:00.

## Население
Динамика численности населения
| 1862 | 1882 | 1894 | 1897 | 1911 | !1987 | 2002 |
| ---- | ---- | ---- | ---- | ---- | ----- | ---- |
| 1084 | 1230 | 1327 | 1575 | 1766 | ≈650  | 689  |

| 2009 | 2010 | 2012 | 2013 | 2014 | 2015 | 2016 |
| ---- | ---- | ---- | ---- | ---- | ---- | ---- |
| 5500 | ↘732 | ↗734 | ↘716 | ↘704 | ↘687 | ↘667 |
| 2017 | 2018 | 2019 | 2020 | 2021 |      |      |
| ↗668 | ↘662 | ↘648 | ↘637 | ↘609 |      |      |